# Saint-Adalbert
Saint-Adalbert est une municipalité canadienne du Québec située dans la municipalité régionale de comté de L'Islet et la région administrative de Chaudière-Appalaches.

## Toponymie
Elle est nommée en l'honneur d'Adalbert de Prague.

## Histoire
En 1863, un canton est proclamé sur le futur territoire de Saint-Adalbert, sous le nom de Canton de Casgrain. Ce nom faisait référence à Olivier-Eugène Casgrain (1812-1864), maître de la seigneurie de L'Islet-Saint-Jean en 1829. À partir de 1893, s'installent sur le territoire les premiers colons. En 1911, ce canton se joint à un canton voisin pour former les Cantons unis de Casgrain-et-Leverrier. Ce canton voisin, créé en 1868, tirait son nom de Louis-Guillaume Leverrier ou Verrier, qui occupait en 1728 la fonction de procureur du Conseil supérieur de la Nouvelle-France.
C'est en 1910 que la paroisse de Saint-Adalbert est créée sur le territoire actuel de la municipalité, à partir d'une partie de la paroisse de Saint-Pamphile, nom que reprendra la municipalité en 1956. Son nom est emprunté à l'abbé Adalbert Blanchet (1848-????), curé de Saint-Pamphile de 1880 à 1894 et l'un des fondateurs de la nouvelle paroisse. Lui-même tirait son nom de saint Adalbert (956-997), archevêque de Prague et martyr, aussi connu comme Saint Albert de Bohème, qui participa à la conversion des Magyars au christianisme à l'aube du millénaire. En 2010, elle a fêté son 100e anniversaire sous le thème «Viens fêter 100 ans de vie et d'histoire».

### Chronologie
- 26 août 1911 : Érection de la municipalité des cantons-unis de Casgrain-et-Leverrier.
- 11 août 1956 : La municipalité des cantons-unis de Casgrain-et-Leverrier devient la municipalité de Saint-Adalbert.

## Géographie
Saint-Adalbert est situé dans le sud-est de la région de Chaudière-Appalaches, dans le secteur de la Côte-du-sud. Limitée au nord-est par la Grande Rivière Noire, elle est bornée à l'est et au sud par la frontière avec les États-Unis. Elle est située à mi-chemin entre Lac-Frontière et Saint-Pamphile, à environ 25 km de ces municipalités.
La Grande rivière Noire a son crénon à l'ouest de la limite ouest de la municipalité près de la confluence de la rivière Rocheuse.
La confluence de la Grande Rivière Noire Est, qui a sa source au nord-ouest de la municipalité, est situé au nord de sa limite nord-ouest près de la confluence de la rivière William.
La Petite rivière William à sa confluence au sud de la confluence de la rivière William.
Le crénon de la rivière Leverrier est situé au sud de la municipalité.
On retrouve à Saint-Adalbert l'un des ponts couverts du Québec, construit en 1943, et qui traverse la rivière Noire.

## Démographie
| 1996 | 2001 | 2006 | 2011 | 2016 | 2021 |
| ---- | ---- | ---- | ---- | ---- | ---- |
| 708  | 691  | 596  | 536  | 510  | 460  |

## Administration
Les élections municipales se font en bloc pour le maire et les six conseillers.
| Saint-Adalbert Maires depuis 2001                                                                                    |                 |         |          |
| Élection | Maire           | Qualité | Résultat |
| 2001 | René Laverdière |         | Voir     |
| 2005 | René Laverdière | Voir    |          |
| 2009 | René Laverdière | Voir    |          |
| 2013 | René Laverdière | Voir    |          |
| 2017 | René Laverdière | Voir    |          |
| 2021 | René Laverdière | Voir    |          |
| Élection partielle en italique Depuis 2005, les élections sont simultanées dans toutes les municipalités québécoises |                 |         |          |

## Économie
L'agriculture est la principale activité de la municipalité, dont le lin depuis 1976, qui fait d'ailleurs l'objet d'un festival depuis 1981, depuis quelques années ce festival n'existe plus.

## Personnalités liées
- Réal Gauvin (1935-), homme politique, député provincial de 1985 à 2003 ;
- Jacques Leblanc (1924-1996), homme politique, député provincial de 1981 à 1985.